# NGC 6513
NGC 6513 (również PGC 61235 lub UGC 11078) – galaktyka soczewkowata (SB0), znajdująca się w gwiazdozbiorze Herkulesa. Odkrył ją Albert Marth 7 sierpnia 1864 roku.